# کازوله بروتزیو
کازوله بروتزیو (به ایتالیایی: Casole Bruzio) یک کومونه در ایتالیا است که در استان کزنتزا واقع شده‌است.

## خصوصیات
کازوله بروتزیو ۳ کیلومترمربع مساحت و ۲٬۵۵۸ نفر جمعیت دارد و ۶۴۷ متر بالاتر از سطح دریا واقع شده‌است.